# Jak utopit dr. Mráčka aneb Konec vodníků v Čechách
Jak utopit dr. Mráčka aneb Konec vodníků v Čechách je česká filmová komedie režiséra Václava Vorlíčka z roku 1974, která měla premiéru 1. března 1975. Scénář napsali Petr Markov a Miloš Macourek spolu s Václavem Vorlíčkem. Píseň Znala panna pána s textem Petra Markova ve filmu zazpívali Valérie Čižmárová, Helena Vondráčková a Václav Neckář.

## Děj
V Praze ve vlhkém domě na břehu Vltavy žije posledních sedm českých vodníků. Rodině hlavního vodníka Wassermanna podléhají sloužící Vodičkovi, bratři Bertík, Karel, Alois a jeho dcera Jana. Wassermannovi mají dceru Polly, která je líná, zajímá ji jen zábava a krade rodinné hrnečky (cenná věc vodníků), prodává je do Antikvy a krádeže svádí na Vodičkovy. Úřady za mimořádné pracovní nasazení Aloise Vodičky (při vyprošťování havarovaného autobusu z vody se potápěl v omylem neuzavřeném skafandru) přidělí rodině nový byt I. kategorie s ústředním topením a zároveň chtějí jejich dosavadní dům u vody zbourat. Pan Wassermann přikáže sloužícím, aby utopili dr. Mráčka, který o asanaci domu rozhoduje. Vodičkovi se nejprve snaží nějak se s dr. Mráčkem dohodnout, na pomoc si vezmou i hrneček s duší právníka Jahody, kterému slíbí, že ho pustí. Chvíli se jim to i s panem Jahodou daří, ale při průvanu v kanceláři se hrneček rozbije a duše je volná. První pokus o jeho utopení nevědomky zhatí Aloisova dcera Jana, která utopenému právníkovi poskytne první pomoc a také se do sebe zamilují.
Pan Wasserman odjede na mezinárodní vodnický kongres do Hamburku, kde je kritizován za nedostatečné výsledky českého vodnictva. Mezinárodní vodnické ústředí proto vyšle do Prahy dva mladé vodníky Thomase a Rolfa, aby zajistili další vodnické potomstvo, a tak se zvýšil počet vodníků v Čechách. Nešťastnou náhodou se však z obou stanou obyčejní lidé. Jeden po zranění dostane transfúzí lidskou krev, druhý si splete Janu Vodičkovou s jinou dívkou, pomiluje se s ní, čímž nevědomky ztratí vodnickou nesmrtelnost a potom se utopí. Karel Vodička je zamilován do zdravotní sestry Růženky, a proto se chce stát člověkem. V nemocnici si vyprosí krevní transfúzi a spolu s bratry Aloisem a Bertíkem se v době, kdy je pan Wassermann v zahraničí, vzepřou jeho ženě Matyldě. Vezmou jí kouzelnou hůlku a ji samotnou promění v balení mouky. Mouku odnese jejich pes na ulici, kde ji najde doc. Mráčková, matka dr. Mráčka, která z mouky upeče bublaninu. Doc. Mráčková chce bublaninu podávat jako dezert při představení svého výzkumu svým kolegům z ústavu. Za pomoci hrnečku, kde je zesnulý profesor Ikebara, se ji podařilo obnovit jeho práci a vytvořit sérum, které mění člověka v rybu. Bublaninu i sáček od mouky se vodníkům podaří získat zpět.
Když dr. Mráček jde spolu s kamarádem Honzou navštívit rodinu Jany, pan Wassermann, který se právě vrátil z kongresu, je omylem pokládá za vodníky vyslané ze zahraničí. Jindřich je navíc pod vlivem séra, které ho mění nečekaně na rybu. Jinak ale neprojevuje další vodnické schopnosti (zůstat suchý pod vodou), což pana Wassermana trochu mate, ale přejde to. Pozve Jindřicha i jeho kamaráda Honzu (doktora v nemocnici) na oslavu narozenin Polly. Při jídle Polly nedopatřením sní kousek krvavé tlačenky, která spadla Bertíkovi při pečení do dortu, a ztratí nadpřirozené vodnické schopnosti. Při této příležitosti pan Wassermann zjistí, že jeho návštěvníci ve skutečnosti nejsou vodníci, a dr. Mráčka nechá svými zbývajícími sloužícími konečně utopit. Jana se však zmocní hrníčku s duší utopeného a v márnici ji vrátí zpátky do jeho těla. Potom se spolu pomilují, čímž Jana přestane být vodníkem. Když to zjistí pan Wassermann, chce po Aloisovi a Bertíkovi, aby oba dva smrtelníky utopili. Spolu s bratrem Karlem se mu však vzepřou a zničí kouzelnou hůlku, pomocí které pan Wassermann mohl čarovat, a tak mít nad jinými vodníky moc. Před tím ale ještě promění zpět Matyldu Wassermannovou, z níž se však po vykynutí buchty stala obří žena. Alois a Bertík se po konzumaci krvavé tlačenky také stanou lidmi. Pan Wassermann se musí začít živit prací, přičemž bez kouzelné hůlky se má co ohánět, aby svoji velkou ženu uživil. Po nějaké době jedou ostatní na parníku. Jana a Jindřich mají malou holčičku, Karel si vzal Růženku, Bertík si rozumí s doc. Mráčkovou a spolu s Aloisem všichni se smíchem sledují, jak pan Wassermann pracuje.

## Obsazení
| Libuše Šafránková    | vodnice Jana Vodičková                                  |
| Jaromír Hanzlík      | JUDr. Jindřich Mráček, právník bytového úřadu           |
| František Filipovský | vodník Bertík Vodička, správce půjčovny loděk           |
| Miloš Kopecký        | hlavní český vodník Wasserman                           |
| Vladimír Menšík      | vodník Karel Vodička, plavčík                           |
| Zdeněk Řehoř         | vodník Alois Vodička, potápěč a otec Jany               |
| Stella Zázvorková    | docentka Mráčková, Jindřichova matka                    |
| Eva Hudečková        | vodnice Polly, Wassermanova dcera                       |
| Čestmír Řanda        | velkovodník z řeky Inn Albert Bach                      |
| Míla Myslíková       | vodnice Matylda, Wassermanova žena a sestra Vodičkových |
| Vlastimil Hašek      | chirurg Honza, Jindřichův kamarád                       |
| Jiří Hrzán           | vodník Thomas                                           |
| Miroslav Masopust    | vodník Rolf                                             |
| Gabriela Wilhelmová  | ošetřovatelka Růženka, Karlova přítelkyně               |
| Dáša Neblechová      | vodnice z řeky Inn Gerta, Bachova žena                  |
| Milena Steinmasslová | Krista, Janina kamarádka                                |
| Lucie Žulová         | Vlaďka, Pollyina kamarádka                              |
| Jiří Lír             | JUDr. Křeček, zástupce JUDr. Mráčka                     |
| Lubomír Kostelka     | korektní úředník na kongresu vodníků                    |
| Bedřich Prokoš       | předseda kongresu vodníků                               |
| Oldřich Velen        | náměstek předsedy ONV                                   |
| Mirko Musil          | technik potápěčů                                        |
| Karel Augusta        | bufetář na plovárně                                     |
| Raoul Schránil       | vedoucí prodejny starožitností                          |
| Jan Cmíral           | poručík VB                                              |
| Miloš Vavruška       | muž v bílém plášti                                      |
| Karel Vavřík         | vrátný na patologii                                     |
| Adolf Filip          | zřízenec pohřební služby                                |
| Vítězslav Černý      | Patočka, zřízenec pohřební služby                       |
| Valérie Čižmárová    | zpěvačka v baru                                         |

## Zajímavosti
Do role Aloise byl původně obsazen Jan Libíček, který při natáčení jedné ze scén zemřel. Místo něj se ve filmu objevil Zdeněk Řehoř.